# Poljanice (Travnik, BiH)
Poljanice  su naseljeno mjesto u općini Travnik, Federacija Bosne i Hercegovine, BiH.
Nalazi se sjeveroistočno od Travnika, uz desnu obalu rijeke Bile blizu ušća Jasenice.

## Stanovništvo

### 1991.
Nacionalni sastav stanovništva 1991. godine, bio je sljedeći:
ukupno: 296
- Muslimani - 285
- Srbi - 11

### 2013.
Nacionalni sastav stanovništva 2013. godine, bio je sljedeći:
ukupno: 250
- Bošnjaci - 247
- ostali, neopredijeljeni i nepoznato - 3